# Peredyło
Peredyło [pronunciación en polaco: /pɛrɛˈdɨwɔ/] es un pueblo ubicado en el distrito administrativo de Gmina Janów Podlaski, dentro del Distrito de Biała Podlaska, Voivodato de Lublin, en Polonia oriental, cercano a la frontera con Bielorrusia. Se encuentra aproximadamente a 5 kilómetros al oeste de Janów Podlaski, a 19 kilómetros al norte de Biała Podlaska, y a 113 kilómetros al norte de la capital regional Lublin.